# Szűcs Lajos (súlyemelő)
Szűcs Lajos (Cinkota, 1946. február 13. – Miskolc, 1999. szeptember 2.) olimpiai ezüstérmes, négyszeres Európa-bajnok súlyemelő, edző.

## Élete
Szűcs Lajos Cinkotán született, de tizenhárom éves korától már a DVTK-ban versenyzett. A klubnál Papp Gábor, majd a válogatottban Orvos András irányításával dolgozott. Már fiatalon kitűnt tehetségével, a serdülőknél 1962-ben országos bajnoki címet szerzett. Pályafutása során végig lepkesúlyban versenyzett. A felnőttek között az 1970-es évek elején érte el első komolyabb sikereit, majd 1971-ben elkezdte nemzetközi szereplését is: a Druzsba-kupán harmadik lett.
1972-ben kikerült a müncheni olimpiára, ahol lepkesúlyban, 330 kg-os összetett eredménnyel (nyomás: 107,5 kg, szakítás: 95,0 kg, lökés: 127,5 kg) ezüstérmet szerzett a lengyel Zygmunt Smalcerz (337,5 kg) mögött. A dobogó harmadik fokára a szintén magyar Holczreiter Sándor (327,5 kg) léphetett fel. 1972-ben az Európa-bajnokságon lökésben aranyérmet szerzett, összetettben harmadik lett. A következő évben a madridi Európa-bajnokságon szakításban, lökésben és összetettben is aranyérmes lett. Az 1973-as világbajnokságon ezüstérmet nyert, ám 1974-ben csak az ötödik helyet tudta megszerezni. 1976-ban nagy reményekkel és jó formában utazott a Montréalban megrendezett olimpiára, de a szakításban elért 95 kg-os eredménye után lökésben nem tudott megbirkózni 130 kg-os kezdősúlyával, így helyezetlenül zárt. A sikertelen olimpiai szereplés után 1977-ben visszavonult, és a DVTK edzője lett. Tanítványai közül Jacsó József ezüstérmet, Buda Attila ötödik helyezést szerzett az olimpiai játékokon.
1999-ben hunyt el, a Szentpéteri kapui temetőben, a Miskolc város által adományozott díszsírhelybe temették.

## Sikerei, díjai
Kétszer – 1973-ban és 1975-ben – választották meg az év magyar súlyemelőjének.

## Fontosabb felnőtt eredményei
- 1967 – Magyar bajnokság, ezüstérem
- 1969 – Magyar bajnokság, bronzérem
- 1972 – Európa-bajnokság, lökésben aranyérem, nyomásban és összetettben bronzérem
- 1972 – Olimpia, ezüstérem
- 1972 – Világbajnokság, nyomásban bronzérem, összetettben ezüstérem
- 1973 – Magyar bajnokság, ezüstérem
- 1973 – Európa-bajnokság, szakításban, lökésben és összetettben aranyérem
- 1973 – Világbajnokság, ezüstérem lökésben és összetettben
- 1974 – Magyar bajnokság, ezüstérem
- 1974 – Európa-bajnokság, ezüstérem lökésben és összetettben
- 1975 – Magyar bajnokság, aranyérem
- 1975 – Európa-bajnokság, ezüstérem szakításban, bronzérem lökésben és összetettben
- 1975 – Világbajnokság, bronzérem szakításban, lökésben és összetettben
- 1976 – Magyar bajnokság, aranyérem
- 1976 – Európa-bajnokság, bronzérem lökésben és összetettben